# Jiangwan (sockenhuvudort i Kina, Heilongjiang Sheng, lat 46,58, long 123,90)
Jiangwan (kinesiska: 江湾, 江湾乡) är en sockenhuvudort i Kina. Den ligger i provinsen Heilongjiang, i den nordöstra delen av landet, omkring 230 kilometer nordväst om provinshuvudstaden Harbin. Antalet invånare är 7 121. Befolkningen består av 3 513 kvinnor och 3 608 män. Barn under 15 år utgör 16,0 %, vuxna 15-64 år 79 %, och äldre över 65 år 4,0 %.
Runt Jiangwan är det ganska glesbefolkat, med 36 invånare per kvadratkilometer. Trakten runt Jiangwan består till största delen av jordbruksmark.
Genomsnittlig årsnederbörd är 631 millimeter. Den regnigaste månaden är juli, med i genomsnitt 196 mm nederbörd, och den torraste är januari, med 4 mm nederbörd.